# Powiat Date
Powiat Date (jap. 伊達郡 Date-gun) – powiat w Japonii, w prefekturze Fukushima. W 2024 roku liczył 30 233 mieszkańców.

## Miejscowości
- Kawamata
- Koori
- Kunimi